# 第78回菊花賞
第78回菊花賞は、2017年10月22日に京都競馬場で施行された競馬の競走である。夏の上がり馬、キセキが優勝した。

## レース施行時の状況
日本ダービー1着レイデオロ、2着スワーヴリチャード、3着アドミラブルと、ダービー上位馬がこぞって不在。唯一のGI馬である皐月賞馬アルアインもトライアル競走であるセントライト記念でミッキースワローに敗れ、2着。混戦の中、1番人気に推されたのは前走の神戸新聞杯でダービー馬レイデオロの2着だったキセキだった。キセキは夏の条件戦を勝ちあがってきた、いわゆる「夏の上がり馬」であった。それに続いてアルアインが2番人気に推され、3番人気にミッキースワロー、4番人気にダンビュライトが推された。
そんな中、台風が接近していたこともあり、京都競馬場は雨に見舞われていた。そのため馬場は不良にまで悪化し、当日の京都第3レース、2歳未勝利（芝1600m）は勝ちタイムが1分40秒6（2歳レコードタイムは1分32秒3）、第5レースの2歳新馬（芝2000ⅿ）の勝ちタイムは2分12秒9（2歳レコードタイムは1分59秒8）と非常に時計のかかる馬場状態になっていた。

## 出走馬と枠順
2017年10月22日 第4回京都競馬第7日目 第11競走
天気：雨、馬場状態：不良、発走時刻：15時40分
| 枠番 | 馬番 | 競走馬名           | 性齢 | 騎手       | オッズ       | 調教師     |
| ---- | ---- | ------------------ | ---- | ---------- | ------------ | ---------- |
| 1    | 1    | ブレスジャーニー   | 牡3  | 柴田善臣   | 33.3（12人） | 佐々木晶三 |
| 1    | 2    | ウインガナドル     | 牡3  | 津村明秀   | 14.7（7人）  | 上原博之   |
| 2    | 3    | スティッフェリオ   | 牡3  | 松若風馬   | 51.1（14人） | 音無秀孝   |
| 2    | 4    | クリンチャー       | 牡3  | 藤岡佑介   | 30.9（10人） | 宮本博     |
| 3    | 5    | トリコロールブルー | 牡3  | 戸崎圭太   | 15.7（8人）  | 友道康夫   |
| 3    | 6    | マイネルヴンシュ   | 牡3  | 柴田大知   | 31.5（11人） | 水野貴広   |
| 4    | 7    | アダムバローズ     | 牡3  | 池添謙一   | 95.4（17人） | 角田晃一   |
| 4    | 8    | サトノアーサー     | 牡3  | 川田将雅   | 14.0（5人）  | 池江泰寿   |
| 5    | 9    | クリノヤマトノオー | 牡3  | 幸英明     | 69.6（16人） | 高橋義忠   |
| 5    | 10   | ベストアプローチ   | 牡3  | 岩田康誠   | 17.6（9人）  | 藤原英昭   |
| 6    | 11   | サトノクロニクル   | 牡3  | 福永祐一   | 14.7（6人）  | 池江泰寿   |
| 6    | 12   | ミッキースワロー   | 牡3  | 横山典弘   | 5.2（3人）   | 菊沢隆徳   |
| 7    | 13   | キセキ             | 牡3  | M.デムーロ | 4.5（1人）   | 角居勝彦   |
| 7    | 14   | ポポカテペトル     | 牡3  | 和田竜二   | 44.2（13人） | 友道康夫   |
| 7    | 15   | ダンビュライト     | 牡3  | 武豊       | 8.3（4人）   | 音無秀孝   |
| 8    | 16   | アルアイン         | 牡3  | C.ルメール | 4.9（2人）   | 池江泰寿   |
| 8    | 17   | プラチナヴォイス   | 牡3  | 田辺裕信   | 96.7（18人） | 鮫島一歩   |
| 8    | 18   | マイスタイル       | 牡3  | 四位洋文   | 68.3（15人） | 昆貢       |

## レース結果

### レース展開
スタートはプラチナヴォイスが立ち上がり、大きく出遅れた。一方好スタートを切ったウインガナドルが先頭に立ったが、外からマイスタイルがかかり気味で先頭へ立った。不良馬場で水しぶきが飛び散る中、馬場の良いところを求め馬群が馬場の真ん中へ寄る展開になった。マイスタイルが先頭、2番手にウインガナドル、中団に皐月賞馬アルアインやダンビュライト、それより後方にキセキがつける展開で正面スタンド前を通過。また前半1000ⅿを64秒1で通過すると、依然としてマイスタイルが先頭であったが、第2コーナーを過ぎたあたりでスタミナが切れズルズル後退、代わりにウインガナドルが先頭に立つ。その後、第3コーナーの上り坂に差し掛かるころには後方集団が早くも動き始めたが、その中には追走もままならず後退する馬もいた。最終コーナー手前では、先頭だったウインガナドルや2番手アダムバローズらも後退し、最後の直線へ入るころには馬群はばらけていた。最終コーナーではダンビュライトが先頭に立つも、外からキセキが追い込み、粘るクリンチャーやポポカテペトルらを交わし泥まみれになりながらゴール。勝ちタイムは3分18秒9、勝ち馬の上がり3ハロンタイムは39秒6だった。重い馬場でのレースの疲れから、各馬ゴール後すぐに走るのをやめるほどの消耗戦であった。

### レース着順
| 着順 | 枠番 | 馬番 | 競走馬名           | タイム | 上り3F | 着差     |
| ---- | ---- | ---- | ------------------ | ------ | ------ | -------- |
| 1    | 7    | 13   | キセキ             | 3:18.9 | 39.6   |          |
| 2    | 2    | 4    | クリンチャー       | 3:19.2 | 40.2   | 2馬身    |
| 3    | 7    | 14   | ポポカテペトル     | 3:19.2 | 40.1   | ハナ     |
| 4    | 3    | 6    | マイネルヴンシュ   | 3:19.5 | 40.0   | 1馬身1/2 |
| 5    | 7    | 15   | ダンビュライト     | 3:19.7 | 40.8   | 1馬身    |
| 6    | 6    | 12   | ミッキースワロー   | 3:19.7 | 40.5   | ハナ     |
| 7    | 8    | 16   | アルアイン         | 3:19.7 | 40.6   | ハナ     |
| 8    | 5    | 9    | クリノヤマトノオー | 3:20.3 | 41.0   | 3馬身1/2 |
| 9    | 8    | 17   | プラチナヴォイス   | 3:20.6 | 40.6   | 2馬身    |
| 10   | 6    | 11   | サトノクロニクル   | 3:20.8 | 41.3   | 3/4馬身  |
| 11   | 4    | 8    | サトノアーサー     | 3:20.9 | 41.4   | 3/4馬身  |
| 12   | 1    | 1    | ブレスジャーニー   | 3:21.0 | 40.8   | 1/2馬身  |
| 13   | 5    | 10   | ベストアプローチ   | 3:21.8 | 42.9   | 5馬身    |
| 14   | 2    | 3    | スティッフェリオ   | 3:22.5 | 43.3   | 4馬身    |
| 15   | 3    | 5    | トリコロールブルー | 3:23.6 | 44.4   | 7馬身    |
| 16   | 1    | 2    | ウインガナドル     | 3:24.0 | 44.8   | 2馬身1/2 |
| 17   | 4    | 7    | アダムバローズ     | 3:24.3 | 45.2   | 1馬身3/4 |
| 18   | 8    | 18   | マイスタイル       | 3:30.0 | 46.9   | 大差     |

### データ
| 1000m通過タイム     | 64.1秒（マイスタイル）    |
| 2000m通過タイム     | 132.9秒（ウインガナドル） |
| 上がり4ハロン       | 52.9秒                    |
| 上がり3ハロン       | 40.0秒                    |
| 優勝馬上がり3ハロン | 39.6秒                    |

### ラップタイム・通過タイム
| 200ⅿ | 400ⅿ | 600ⅿ | 800m | 1000ⅿ  | 1200m  | 1400m  | 1600m  | 1800m  | 2000m  | 2200m  | 2400m  | 2600m  | 2800m  | 3000m  |
| ---- | ---- | ---- | ---- | ------ | ------ | ------ | ------ | ------ | ------ | ------ | ------ | ------ | ------ | ------ |
| 13.2 | 12.6 | 12.0 | 13.1 | 13.2   | 13.5   | 14.5   | 14.3   | 13.5   | 13.0   | 13.1   | 12.9   | 13.4   | 12.7   | 13.9   |
| 13.2 | 25.8 | 37.8 | 50.9 | 1:04.1 | 1:17.6 | 1:32.1 | 1:46.4 | 1:59.9 | 2:12.9 | 2:26.0 | 2:38.9 | 2:52.3 | 3:05.0 | 3:18.9 |

### 払戻金
| 単勝式 | 13      | 450円    |
| 複勝式 | 13      | 210円    |
| 複勝式 | 4       | 770円    |
| 複勝式 | 14      | 1110円   |
| 枠連   | 2-7     | 3070円   |
| 馬連   | 4-13    | 10660円  |
| ワイド | 4-13    | 3730円   |
| ワイド | 13-14   | 4940円   |
| ワイド | 4-14    | 12360円  |
| 馬単   | 13-4    | 15890円  |
| 3連複  | 4-13-14 | 136350円 |
| 3連単  | 13-4-14 | 559700円 |

## エピソード
- 勝ちタイム3分18秒9は、これより遅いタイムを記録したのが1946年（第7回）まで遡らないと無く、過去77回のうちでも4回しかないほど遅いタイムである。前年の良馬場で行われた第77回菊花賞よりも15秒以上遅いタイムで、2017年現在のレコードタイム3分01秒0（2014年、第75回菊花賞）より約18秒遅いタイムであった。平成時代では断然に遅いタイムでもある。
- 「キセキ」のように、3文字馬名の馬が勝利するのは菊花賞史上初である。キセキはこのレース以降4年間勝利することなく引退した。
- 鞍上のミルコ・デムーロ騎手は外国人騎手では史上初の牡馬クラシック三冠を達成。JRA・GI勝利はレッドファルクスで制した本年のスプリンターズステークスに続き通算22勝目。